# Крейвън Ловеца
„Крейвън Ловеца“ (на английски: Kraven the Hunter) е американски супергеройски филм от 2024 г., базиран на едноименния персонаж от Марвел Комикс. Продуциран от „Кълъмбия Пикчърс“ съвместно с „Марвел Ентъртейнмънт“ и разпространен от „Сони Пикчърс Релийзинг“, това е шестият филм от „Спайдър-Мен вселенатата на Сони“, базиран в киновселената на Марвел. Режисьор е Джей Си Чандър по сценарий на Ричард Уенк, Арт Маркъм и Марк Холоуей. Във филма участват Арън Тейлър-Джонсън, играещ едноименния персонаж, Ръсел Кроу, Ариана ДеБос, Фред Хечингър, Алесандро Нивола и Кристофър Абът. Премиерата на филма излиза в Съединените щати на 13 декември 2024 г. Филмът е последният проект в Спайдър-Мен вселената на „Сони“.

## Актьорски състав
| Актьор              | Роля                              |
| ------------------- | --------------------------------- |
| Арън Тейлър-Джонсън | Сергей Кравиноф / Ловецът Крейвън |
| Ариана ДеБос        | Калипсо Езили                     |
| Фред Хечингър       | Дмитри Кравиноф / Хамелеонът      |
| Кристофър Абът      | Чужденецът                        |
| Алесандро Нивола    | Алексей Сицевич / Носорога        |
| Ръсел Кроу          | Николай Кравиноф                  |